# Касатонов, Владимир Львович
Владимир Львович Касатонов (род. 17 июня 1962, Москва, РСФСР, СССР) — российский военачальник. Начальник Главного штаба ВМФ — первый заместитель Главнокомандующего ВМФ России с 8 июля 2024 года. Заместитель Главнокомандующего Военно-морским флотом (декабрь 2019 — 8 июля 2024), адмирал (06.06.2023). Доктор военных наук (2018).
Из-за вторжения России на Украину, находится под международными санкциями Евросоюза, Великобритании, Канады и ряда других стран.

## Биография
Окончил Ленинградское Нахимовское военно-морское училище (1977—1979), Черноморское высшее военно-морское училище имени П. С. Нахимова с золотой медалью (1979—1984), Высшие специальные офицерские классы ВМФ (1990—1991), Военно-морскую академию имени Адмирала Флота Советского Союза Н. Г. Кузнецова с отличием (1997—1999), Военную академию Генерального штаба Вооружённых Сил Российской Федерации с отличием (2006—2008).
Службу проходил на кораблях Северного флота командиром группы управления (1984—1987), зенитно-ракетного дивизиона (1987—1988) ракетно-артиллерийской боевой части (БЧ-2), помощником командира (1988—1990) тяжёлого атомного ракетного крейсера «Киров», старшим помощником командира гвардейского эскадренного миноносца «Гремящий» (1991—1994), старшим помощником командира (апрель-декабрь 1994) и командиром (декабрь 1994 — сентябрь 1997) эскадренного миноносца «Расторопный», начальником отделения мобилизационного отдела организационно-мобилизационного управления штаба флота (июнь 1999 — март 2000), командиром тяжёлого атомного ракетного крейсера «Пётр Великий» (март 2000 — июль 2005), начальником штаба (2005—2006) и командиром (2008—2010) 43-й дивизии ракетных кораблей Северного флота.
С 20 апреля 2010 года — командующий Кольской флотилией разнородных сил Северного флота.
Воинское звание «контр-адмирал» присвоено во время командования кораблём (21 февраля 2003 года). Вице-адмирал (12.06.2013). Кандидат военных наук (2008). Доктор военных наук (2018).
В сентябре 2012 года назначен начальником штаба — первым заместителем командующего Тихоокеанским флотом. С октября 2016 по декабрь 2019 года — начальник Военно-морской академии имени Адмирала Флота Советского Союза Н. Г. Кузнецова.
Указом Президента Российской Федерации № 602 от 13 декабря 2019 года назначен заместителем Главнокомандующего Военно-морским флотом.
6 июня 2023 года присвоено воинское звание «адмирал».
8 июля 2024 года назначен начальником Главного штаба ВМФ — первым заместителем Главнокомандующего ВМФ.

## Научная деятельность
Владимир Львович Касатонов — автор более тридцати научных статей и монографий. В область научных интересов входят общие основы военной науки; военное строительство; строительство вооружённых сил. В 2022 году издана монография «Новое военное искусство. Книга 1. Теория», в которой рассмотрены направления совершенствования теории военного искусства, как науки. В книге сформулированы законы, определяющие ход и исход военных действий. Важные аспекты практического применения законов рассмотрены в последующем труде 2023 года «Новое военное искусство. Книга 2. Практика». В третьей книге серии (издана в 2024 году) автор описывает влияние законов военного искусства на процесс строительства вооружённых сил и раскрывает причины феномена «подготовки к прошедшей войне».

## Санкции
24 февраля 2022 года, на фоне вторжения России на Украину, включён в санкционный список Евросоюза, так как «отвечает за любую морскую операцию российского флота, в том числе в Украине или на ее территории. Поэтому он несёт ответственность за активную поддержку и осуществление действий и политики, которые подрывают и угрожают территориальной целостности, суверенитету и независимости Украины, а также стабильности или безопасности в Украине».
14 марта 2022 года Касатонов внесён в санкционный список Канады «близких соратников режима» за «содействие и поддержку выбора президента Путина вторгнуться в мирную и суверенную страну».
По аналогичным основаниям включён в санкционные списки Великобритании, Швейцарии, Австралии, Японии, Украины и Новой Зеландии.

## Награды
- Орден «За заслуги перед Отечеством» 4 степени с мечами
- Орден Александра Невского
- Орден «За военные заслуги» (6.06.2005)[21],
- Орден «За морские заслуги» (2.08.2009)[22],
- Орден Почёта,
- Медали СССР,
- Медали РФ,
- Награды иностранных государств.

## Родственные связи
- Прадед — Касатонов, Афанасий Степанович — полный Георгиевский кавалер;
- Дед — Касатонов, Владимир Афанасьевич (1910—1989) — адмирал флота, Герой Советского Союза;
- Дядя — Касатонов, Игорь Владимирович (род. 1939) — адмирал, первый заместитель Главнокомандующего ВМФ (1992—1999).